# Eleocharis sellowiana
Eleocharis sellowiana är en halvgräsart som beskrevs av Carl Sigismund Kunth. Eleocharis sellowiana ingår i släktet småsäv, och familjen halvgräs.

## Underarter
Arten delas in i följande underarter:
- E. s. homonyma
- E. s. sellowiana